# Западная Пруссия (административный округ)
Административный округ Западная Пруссия (нем. Regierungsbezirk Westpreußen) — административно-территориальная единица второго уровня в Германии на территории Пруссии, существовавшая в 1922—1939 годы. Был создан из оставшихся у Пруссии после 1920 года восточных частей провинции Западная Пруссия и входил в состав провинции Восточная Пруссия. Округ на севере омывался Балтийским морем, на востоке граничил с СССР, на юге и западе — с Польшей и Вольным городом Данциг. Административный центр округа располагался в городе Мариенвердер (ныне польский город Квидзын). Сегодня территория округа принадлежит Польше и входит в Поморское и Варминско-Мазурское воеводства.

## История
Большая часть польской Пруссии была присоединена королём Фридрихом Великим к королевству Пруссия в 1772 году в результате первого раздела Речи Посполитой. В 1815 году, после Наполеоновских войн, в провинции Западная Пруссия были созданы административные округа Мариенвердер и Данциг.
По решениям Версальского договора и итогам Варминско-Мазурского плебисцита основная часть Мариенвердерского и Данцигского округов 1 января 1920 года были переданы в состав Польши для создания «польского коридора», в результате чего округа прекратили своё существование. При этом части районов Грауденц-Ланд, Лёбау, Мариенвердер и Розенберг-ин-Вестпройсен, а также район Штум целиком (все пять находились в составе округа Мариенвердер), а также части районов Данцигер-Нидерунг, Эльбинг-Ланд и Мариенбург и городской район Эльбинг целиком (все четыре из округа Данциг) остались в составе Пруссии.
Остатки района Грауденц-Ланд были разделены между соседними районами Мариенвердер и Розенберг-ин-Вестпройсен, в последний также вошли остатки района Лёбау. Остатки района Данцигер-Нидерунг были переданы в район Эльбинг-Ланд.
Из оставшився в Пруссии районов Мариенвердер, Розенберг-ин-Вестпройсен, Штум, Мариенбург, Эльбинг-Ланд и городского района Эльбинг в 1922 году был образован новый административный округ Западная Пруссия, который был передан в состав прилегающей провинции Восточная Пруссия.
26 октября 1939 года, после завоевания вермахтом Польского коридора в начале Второй мировой войны, административный округ Западная Пруссия был упразднён, а его территория переведена из Восточной Пруссии во вновь созданный рейхсгау Данциг — Западная Пруссия, где были восстановлены административные округа Мариенвердер и Данциг.

## Административное деление
Районы округа Западная Пруссия с указанием их районных центров:
- Городские районы
  - городской район Эльбинг
- Сельские районы
  - сельский район Эльбинг, адм. центр — Эльбинг
  - район Мариенбург, адм. центр — Мариенбург-ин-Вестпройсен
  - район Мариенвердер, адм. центр — Мариенвердер
  - район Розенберг, адм. центр — Розенберг-ин-Вестпройсен
  - район Штум, адм. центр — Штум

## Главы округа
Главой округа в Пруссии являлся «регирунгспрезидент» (нем. Regierungspräsident). В разные годы во главе округа стояли:
- 1920—1922: Теодор фон Баудиссин[нем.]
- 1922—1923: Альфонс Проске[нем.]
- 1923—1925: Роланд Браувайлер[нем.]
- 1925—1936: Карл Буддинг[нем.]
- 1936—1939: Отто фон Койдель